# القليعة (إشبيلية)
القُلَيْعَة (بالإسبانية: Alcolea del Río)‏ بلدية بمقاطعة إشبيلية بمنطقة الأندلس ذاتية الحكم بجنوب إسبانيا. بلغ عدد سكانها 3.370 نسمة عام 2008.